# NGC 1590
NGC 1590 è una galassia a spirale situata nella costellazione del Toro, a una distanza di circa 184 milioni di anni luce dalla nostra Via Lattea.

## Scoperta
La galassia è stata scoperta il 28 ottobre 1865 dall'astronomo tedesco Heinrich d'Arrest.

## Descrizione
NGC 1590 presenta una larga riga a 21 cm dell'idrogeno neutro.

## Supernova
L'8 dicembre 2007, all'interno di NGC 1590 è stata scoperta la supernova SN 2007rz da X. Parisky e W. Li nel corso del programma LOSS (Lick Observatory Supernova Search) dell'Osservatorio Lick. La supernova è stata classificata di tipo Ic.

## Gruppo di NGC 1762
NGC 1590 fa parte del Gruppo di NGC 1762, un raggruppamento che comprende almeno 27 galassie, tra cui IC 392, NGC 1633, NGC 1642, NGC 1691, NGC 1713, NGC 1719 e NGC 1762.